# Salmodi d'Aimostier
Salmodi o Psalmodi d'Aimostier, també conegut en francès com a Psalmet, Sauman o Saumay, (Irlanda o Escòcia, s. VII - Aimostier, Alta Viena, Llemosí, França, ca. 690) fou un eremita escot, instal·lat prop de Llemotges. És venerat com a sant per l'Església catòlica.

## Biografia
Jofre, monjo de l'abadia de Sant Marcial de Llemotges, va escriure una vida de Psalmodi, i en diu que era contemporani de Sant Gregori el Gran. Es creu que Psalmodi, de qui el nom cèltic original és desconegut, va néixer en una família noble d'Escòcia o Irlanda, ja que les fonts només l'anomenen Scotus, que podia designar qualsevol dels dos orígens, on fou deixeble de Brandan de Conflert.
Segons una llegenda, de jove es va adormir a la platja, sobre d'unes fustes que havia fet servir com a rai jugant amb uns amics al mar. Mentre dormia, la marea va arrossegar el rai al mar; en desvetllar-se, en alta mar, Psalmodi va pregar per l'ajut diví i Déu va fer néixer una illa a l'oceà perquè Psalmodi se salvés. Segons el relat de la seva vida, Brendan va convèncer Salmodi perquè l'acompanyés en un viatge a la Gàl·lia: cap al 630, arribaren a Saintonge, on fou rebut per Sant Lleonci, bisbe de Saintes.
Salmodi es convertí en deixeble de Lleonci, qui li aconsellà que prengués una vida de contemplació i solitud. Es va fer eremita i visqué en una cel·la al bosc de Grigeas o Grie, prop d'Aimostier (Llemosí); llavors va prendre el nom de Psalmodius pel seu costum de cantar els psalms. Va morir a mitjan juny a la seva ermita, en un any desconegut.
Va tenir fama de santedat, i se li atribuïen miracles i poder sobre bèsties i dimonis. Es deia que havia sanat una filla del duc d'Aquitània que havia estat mossegada per una víbora, i que havia retornat la vista a una cega. Un miracle que la llegenda li atribueix diu que un llop matà l'ase que feia servir Salmodi per portar càrregues: Salmodi ordenà al llop que substituís l'ase, i així va fer-ho.

## Veneració
Fou sebollit a la riba del riu Viena. Sobre la tomba es construí una església i després un monestir al peu del turó, que prengué el nom d'Aimostier. Les seves relíquies foren col·locades en un reliquiari d'argent de l'església del monestir.
Des d'antic, els breviaris de la diòcesi de Llemotges en marquen la festivitat el 13 de juny.